# Craig Shanholtzer
Craig Shanholtzer (1951) è un ex sciatore alpino statunitense.

## Biografia
Discesista puro originario di Jackson, Shanholtzer in Coppa del Mondo esordì il 13 dicembre 1970 a Sestriere (41º), conquistò il miglior risultato il 16 gennaio 1971 a Sankt Moritz (5º) e prese per l'ultima volta il via il 19 febbraio seguente a Sugarloaf (30º); in Can-Am Cup nella stagione 1970-1971 si aggiudicò la classifica di specialità. Non prese parte a rassegne olimpiche o iridate.

## Palmarès

### Coppa del Mondo
- Miglior piazzamento in classifica generale: 34º nel 1971

### Can-Am Cup
- Vincitore della classifica di discesa libera nel 1971[senza fonte]